# Castelo de Orava

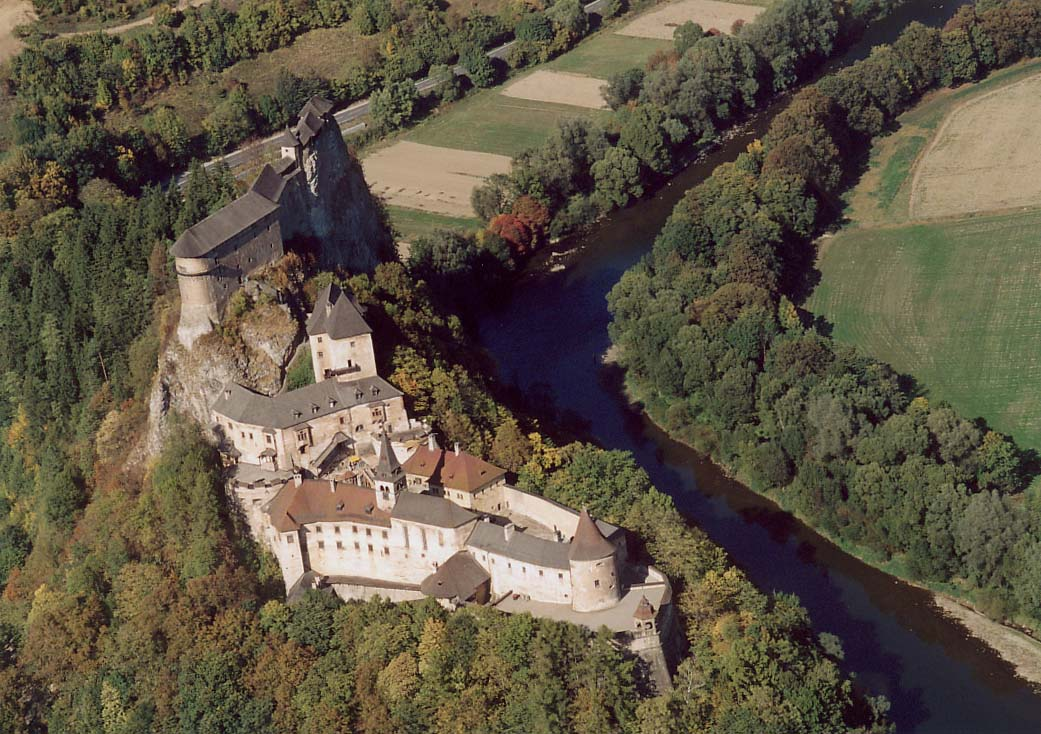
Vista aérea do castelo

O Castelo de Orava (em eslovaco, Oravský hrad; em alemão, Arwaburg; em húngaro, Árva vára) está situado acima de uma colina de 520 metros, na região de Orava, ao norte da Eslováquia.
Foi construído no século XIII, sendo hoje um dos castelos mais famosos do país. Muitas cenas do filme Nosferatu, de 1922, que se passa na Transilvânia, foram filmadas aqui.